# Skyscraper Caper
Skyscraper Caper est un dessin animé de la série Looney Tunes réalisé par Alex Lovy et sorti en 1968. il met en scène Daffy Duck et Speedy Gonzales.